# Litografi
Litografi (også kaldet stentryk eller stentegning. Lithos, gr: sten) er en grafisk teknik, hvor trykpladen udgøres af en særlig kalkstenstype i plansleben og forarbejdet form. Det er desuden betegnelsen for selve det grafiske blad eller billedet.
Teknikken hører under plantryk, en af grafikkens tre hovedkategorier. Det betyder at trykpladen er i ét plan i modsætning til i dybtryk og højtryk, hvor trykfarven ligger henholdsvis i fordybninger og på forhøjninger i pladen før den trykkes over på papiret.
Litografiet opstod i 1700tallet, hvor den tyske dramatiker og skuespiller Aloys Senefelder eksperimenterede sig frem til teknikken, og i starten brugte den som en billig metode til reproduktion af sceniske værker. Op gennem 1800tallet fik litografiet stor betydning som industriel reproduktionsteknik, og det fortsatte frem til det beslægtede offsettryk overtog dets plads. I dag anvendes litografiet primært som billedkunstnerisk medie, og det praktiseres blandt andet på professionaliserede litografiske værksteder rundt om i verden.
Det princip at fedt skyer vand og omvendt er bærende for litografiet som teknik. Og samtidig er den kalkstenart som anvendes central, idet den kan suge og holde på en vis mængde både vand og fedtholdigt stof. Forholdet mellem fedt og vand udnyttes til at definere områder på stenen, hvor den kan tage imod (fedtholdig) trykfarve, og andre hvor den ikke kan, fordi den mættes med vand.
Litografi ses både som enkelt- og flerfarvetryk.

## Grundlæggende metode

### Traditionelt litografi
Grundlæggende kan forløbet se ud som følger; Stenen vaskes fri for gummi (gummi arabicum) fra tidligere brug og den slibes, til den foregående tegning forsvinder. Til slut under slibningen kan stenen også kornes, hvilket betyder at der tilføjes et grovere slibepulver, som giver stenen en ru overflade. Kanterne rundes desuden af.
Med litografisk kridt eller -tusch males eller tegnes motivet på stenen, spejlvendt i forhold til resultatet i trykket. Herved bliver stenen fedtholdig på de tegnede og bemalede steder. Undervejs undgås at røre ved stenen og afsætte fedt fra huden, der gør den modtagelig for trykfarve hvor det ikke er meningen. Stenen overstryges med en blanding af gummi arabicum og en svag salpetersyre opløsning. Det gør, at der ætses en lille smule ned i overfladen, og at stenens porer åbnes, så den i højere grad bliver vandbærende. Gummien lægger sig som et vandholdigt lag på stenen, de steder hvor der ikke er tegnet eller malet.
Stenen overstryges løbende med gummi arabicum opløst i vand. Mens den er fugtig, indvalses den med såkaldt pennefarve, en tyktflydende og fed farve, som er fremstillet af kønrøg (sod) og kogt linolie. Det sker ved hjælp af en særlig lædervalse. Formålet med pennefarven er at præparere stenen de steder, hvor der er tegnet eller malet. Farven er meget langsomt tørrende, og bruges kun sjældent som trykfarve.
Nu udvaskes stenen ved først at stænke vand på, og med den svamp der bruges til gummi, opløse det eksisterende gummilag, som aftørres med en ren klud, til der kun er et tyndt lag gummi tilbage. Stenen må ikke tørre ind. Petroleum eller lampeolie fordeles ud på tegningen og den øvrige sten. Det forhindrer fordampning fra gummiet og opløser samtidig tegningen. Farven vaskes ud af stenen, der til gengæld beholder sin fedtholdighed hvor tegningen har været, og vandholdighed de øvrige steder. Nu vaskes stenen med vand og en svamp, der løbende ’tømmes’ i en spand undervejs. Rent vand påføres og suges væk med svampen, så både petroleum, opløst farve og gummi fjernes fra stenen.
Nu skal trykfarven påføres. Forinden fugtes stenen med henholdsvis en vandsvamp og en fugtesvamp, til stenen står med en silkeglans, uden søer af vand. Herefter indfarves tegningen med trykfarve ved hjælp af valsen, der føres frem og tilbage over stenen med faste bevægelser. Der stryges et tyndt lag gummi over stenen, og endnu et lag farve kan derefter valses ind.
Papiret fugtes eventuelt op, og der trykkes. Der kan bruges forskellige typer af presser til formålet, blandt andet en håndpresse, der trykker ved hjælp af en såkaldt river, en slags svaber-lignende nylonbånd, der trækkes eller gnides henover stenen og papiret, og en tynd akrylplade, som er lagt ovenpå det øvrige.

## Detaljer omkring teknikken

### Valg af sten
Litografisk sten består for det meste af kulsur kalk med en tæt og ensartet masse, som er i stand til at modtage en fin politur. Den findes i to arter; en blågrå, der er meget hård og derfor egner sig særlig godt til arbejder med fine linjer samt til tryk i store oplag. Og en gullig, som er lidt blødere. Sten til litografisk brug findes flere steder i verden, men den bedste kommer fra stenbruddene ved Solnhofen i Bayern.
Man kan møde sten med kalkpletter, der findes både i form af enten helt hvide områder eller som pletter. Dem vil man almindeligvis prøve at undgå, fordi der er risiko for, at den hvide kalk ikke vil tage imod farve. Kalkpletter er sjældne i dag, hvor stenene for det meste vil være sorteret fra.

### Korning af stenen
Skal den afslebne sten bruges til litografisk kridttegning, må stenen »kornes« med fint sigtet sand eller lignende, så at overfladen får en fin og ensartet ruhed; skal den derimod anvendes til tegninger, som udføres med litografisk blæk ved hjælp af pen eller ridsefjeder, må den være glat, dog uden politur. Korningens grov- eller finhed har betydning for gengivelse af nuancerne i tegningen, men også for mængden af trykfarve stenen kan holde. En fin korning giver mulighed for fine nuancer i en tegning, men gør samtidig, at stenen kan holde på mindre farve. Slibekorn findes således i varierende kornstørrelse. De laveste numre svarer til den groveste korning. Almindeligvis bruges et slibepulver af karborumdum og aluminiumoxyd.

### Gummi og ætse
Når tegningen på stenen er færdig, overstryges stenen med gummi (gummi arabicum, som fås i ren form, som granulat), som i sig selv indeholder en svag syre, men som også opblandes med en svag salpetersyre (1,4 %). Alternativt kan man bruge et færdiglavet gummiprodukt kaldet agumZ. Blandingen ætser stenen lidt i overfladen, og åbner dens porer, som ellers stoppes til ved slibningen. Det gør, at den holder lidt bedre på både gummi og vand, og dermed forbedrer stenens afvisning af trykfarve på steder udenfor motivet. Jo mere tyndtflydende den syreholdige gummiopløsningen er, jo mere ru bliver stenens overflade, og jo bedre holder den på fugten. Men bliver den for tyndtflydende, kan den opløse tush’en eller kridtet, som indeholder sæbe, der delvist bliver opløst under ætsningen.

### Forætsning
Hvis man for eksempel vi gøre en tegning, der er sværtet op i pennefarve, lidt lysere nogle steder, kan man ætse toppene af den ru struktur i stenen, så den ikke tager helt så godt i mod farve længere. Ætser man for meget, får man imidlertid en glat sten, som ikke kan holde på farven.

### Oplag og ensartning
Når der trykkes i oplag, fås en ensartning af trykkene ved at indvalse stenen med farve på samme måde ved hvert tryk. Resultatet ved tryk kan variere med eksempelvis antal overrulninger med valsen, antal indsværtninger af samme, hvor hårdt valsen trykkes mod stenen, og hvor hurtigt man ruller med den. En måde at skabe et ensartet udtryk er ved at lave flere prøvetryk, og - når man når frem til et ønsket resultat - gentage den fremgangsmåde med valsen, som gav det gode resultat, i det efterfølgende oplag.

### Litokromi - litografi i farver
Da man så, at en kridt- eller pennetegning på den gule sten kan vise sig smukkere end aftrykket på det hvide papir, fandt man på først at trykke en gullig tone på papiret, og derpå den sorte tegning. Herfra gik man over til det litografiske farvetryk (litokromi), der udføres ved, at man trykker tegningen parti for parti med forskellige farver.
Her trykker man almindeligvis med samme antal sten, som der er farver i trykket. Hver sten indeholder kun det parti af billedet, der skal have en vis farve. På den måde kan man efterligne akvareltegninger (akvareltryk) og malerier (olietryk). Man kan også trykke trefarvetryk i litografi; men resultatet kan langtfra måle sig med det fra bogtrykpressen.
Litografi trykkes med farver, der tilberedes med oliefernis og i reglen påføres med valser, overtrukne med læder. Graverede stene indsværtes ved hjælp af en tampon, således at farven bliver siddende i fordybningerne, medens den glatte flade viskes ren. Litografi trykkes således, at trykket kun virker på en smal strimmel ad gangen. I håndpressen sker det ved, at stenen, papiret og et dække af læder passerer hen under »riveren«, en tyk liste af pæretræ, der forneden har en tilskærpet kant, som er betrukket med læder. Den litografiske hurtigpresse ligner meget en bogtrykhurtigpresse med frem- og tilbagegående bevægelse. Den har en trykcylinder og et system af forskellige valser, der tjener til at befugte stenen og forsyne den med farve.

## Redskaber
Blandt ofte anvendte redskaber og materialer i litografi er; slibepulver til nedslibning af stenen, slibepulver til korning af stenen, eventuelt et slibeapparat til slibning af større sten, som er for tunge at håndtere sten-mod-sten, litografisk kridt og tusch, diverse svampe og klude, lædervalse, gummivalse, spatler til håndtering af trykfarven, gummi arabicum, salpetersyre, vand, petroleum eller lampeolie til at udvaske tegningen og pennefarven fra stenen, papir og vaseline for at få riveren i pressen til at glide henover den akrylplade, som lægges øverst, dvs. ovenpå stenen og papiret ved tryk.

### Svampe
Til litografi bruges en række svampe til forskellige formål. En til slibning, en til gummiering, to til fugtning under trykningen (’vandsvamp’ og ’fugtesvamp’) og en til fugtning af papir. Svampene skal helst være af viskose, der kan indeholde meget vand, og ikke nylon, som taber vandet og desuden kan forbinde sig til trykfarven. De skal desuden have hver sin plads under arbejdet, så de holdes adskilt. Til udvaskning af stenen bruges viskoseklude eller køkkenrulle.

### Lædervalse
Til indvalsning af tegningen med pennefarve bruges en lædervalse, hvor det er læderets narvside, der vender udad. Luv'en i læderet blevet ’rugget’ op, så valsen kan holde på en del farve, og eksempelvis nå ned i de kornede sten. Valsen skal plejes omhyggeligt, og må ikke tørre ind. Inden brug (ikke efter) skrabes den, med hårene, og ved hjælp af en sløv eller rundslebet kniv. På den måde skrabes farven af, og den bliver klar til brug.

### Papir
Til kunsttryk bruges for det meste mere eller mindre håndlavet papir af klude, som er syrefri og tåler lys uden at ændre farve. Man kan fugte papiret op, og derved opnå eksempelvis at der skal bruges langt mindre farve, end hvis der trykkes på tørt papir.

## Variationer og metoder

### Offsettryk
Gummitryk eller offsettryk kaldes den teknik, hvor der ikke trykkes direkte fra den ætsede sten eller zinkplade, men hvor aftrykket først kommer på en gummidug og herfra overføres til papiret. Ved offsettryk er det muligt at trykke halvtonebilleder på papir med ru overflade.

### Overtryk eller Autografi
I stedet for at tegne direkte på stenen kan man bruge en metode, der kaldes overtryk eller autografi. Her skriver eller tegner man på papir, helst på såkaldt "autografisk papir", med litografisk eller autografisk blæk, der består af omtrent de samme bestanddele. Derefter gøres papiret vådt, og anbringes med skriftsiden nedad på stenen. Der lægges et par lag fugtig makulatur derpå og det hele trækkes gentagne gange gennem pressen. Derefter befugtes papiret stærkt og tages bort, og hvis arbejdet er lykkedes, står tegningen eller skriften nu på stenen, så denne kan behandles; som om der direkte var tegnet på den, dvs. med pennefarve og trykfarve. Man kan på lignende måde gøre "overtryk", som det kaldes, af rene og friske aftryk i fed farve, trykt på bogtryk- eller kobbertrykpressen (litotypi), og man gør tit overtryk af tegninger, etiketter, adressekort m. m., der graveres i sten. Man graverer et enkelt eksemplar, gør nogle aftryk deraf og fasthæfter disse ved siden af hinanden på et stykke papir. det hele overføres på en sten, og med en sådan kan man altså trykke hele ark, hvoraf hvert giver mange eksemplarer af den samme tegning.

### Algrafi
Plader af zink eller aluminium kan til en vis grad benyttes til trykning på lignende måde som den litografiske sten. Trykning med plader af det sidstnævnte metal kaldes algrafi.

### Fotolitografi
Fotolitografi går ud på at frembringe tegningen på stenen ved hjælp af fotografi. Man kan gå frem på mange forskellige måder. Stenen overhældes med en opløsning af tvekromsur kali, gummi og sukker og tørres i mørke. Der kopieres på det således dannede lysfølsomme lag, idet man dækker det med et positivt glasbillede og lader lyset virke derpå. Billedet afvaskes godt med vand, og derefter med sæbevand, som man lader indtørre på stenen. På den måde bortfjernes den del af laget, der har ligget under de uigennemsigtige dele af glasbilledet, og der, hvor den har siddet, bliver stenen modtagelig for trykfarven. Man går dog tit en hel anden vej, idet man bruger fotolitografisk papir. det er overtrukket med et lag, der især består af gelatine, og det må kort før brugen gøres lysfølsomt ved at vædes med en tynd opløsning af tvekromsurt kali og tørres i mørke. Der kopieres på papiret under et fotografisk negativ; derefter udbredes et tyndt lag fed farve over hele billedfladen, papiret lægges i vand i en flad skål, og man visker forsigtig på det med en blød svamp for at udvikle billedet, hvilket sker ved, at farven kun sætter sig fast på de steder, der har været påvirkede af lyset, men lader sig viske bort fra grunden. Således får man en kopi, der kan overføres på stenen som et andet overtryk.

### Stenætsning og stengravure
Der findes litografiske metoder, hvor tegningen og grunden ikke ligger i samme plan. Det vil sige litografi som høj- og dybtryk. Man kan ætse eller gravere i stenen så grunden bliver fordybet og ligeledes så tegningen bliver fordybet, mens grunden holder sig ren.
Her må man begynde med at gøre hele den afslebne overflade uimodtagelig for trykfarven, hvilket kan ske ved at indgnide den med en blanding af gummiopløsning og syresalt (sur oksalsur kali). Hvis der derefter skal ætses i stenen, dækkes den med en ætsegrund, der især består af asfalt. I denne grund indridses tegningen med stålnåle, som skærer gennem dækgrunden, så stenen blottes. Derefter ætses med syre, som kun angriber stenen på de steder, hvor dækgrunden er ridset væk. Syren vaskes bort med vand, tegningen indgnides med olie, dækgrunden bortfjernes med terpentinolie, og stenen er nu skikket til indfarvning og aftrykning. Skal tegningen ikke indsættes, men graveres i stenen med stålnåle eller diamanter, må stenen forberedes som anført, med den forskel, at der i stedet for en dækgrund, som kan modstå syrens indvirkning, kun påføres et meget tyndt lag af et mørkt farvestof og gummi, som gør at man lettere kan skelne de graverede træk, der står hvide på den mørke grund.

### Tonlitografi
’Tonlitografi’, som billedkunstner og grafiker Eli Ponsaing har kaldt det, er en metode der kan minde om akvatinte ætsning, fordi det giver et tryk med varierende grå- eller farvetoner, og en slags rasterstruktur i sten og tryk. Metoden involverer gradvis indsværtning og ætsning af en sten, og foregår i grove træk som følger: allerførst slibes stenen, så den får en meget grovkornet, ru overflade med små ’toppe’ og dale i overfladen. Ved at overrulle stenen med fortyndet pennefarve ved hjælp af en helt intakt, glat og hård gummivalse, uden at trykke med valsen, påføres farve (kun) på fladens små ’toppe’. Nu er fremgangsmåden forholdsvis lig akvatinte. De områder, der skal være lysest overmales med gummi, som ætser lidt ned i stenen. Så påføres et nyt lag farve med valsen, og der bemales med gummi på de områder, der skal have den næste tone. Og så fremdeles. Til slut renses gummien af, og farven udvaskes før stenen indfarves og trykkes. Som i akvatinte bliver trykket rasterpræget og med skiftende tonalitet i afgrænsede områder.

## Historie og udvikling
Litografiet blev opfundet i Bayern i 1797/98 af tyskeren Aloys Senefelder, som eksperimenterede med høj- og dybtryk på sten. Han opdagede i den forbindelse en kalkstenstype kaldet Solnhofen-sten, som kunne opsuge og fastholde både vand og fedtstof, og fandt frem til fordelene ved brugen af gummi arabicum i forarbejdningen af stenen. Begge er fortsat vigtige ingredienser i litografisk arbejde i dag.
Senefelder, en hidtil ukendt manuskriptforfatter, og brugte i første omgang teknikken til billig reproduktion af manuskripter og noder. Men snart blev man også opmærksom på dens kunstneriske muligheder. Litografiet blev hurtigt udbredt både indenfor handelslivet, hos pressen og indenfor kunsten. I takt med den industrielle udvikling og teknikkens fremskridt blev processen mekaniseret. Der opstod såkaldt litografiske anstalter, værksteder og tekniske skoler, og stentryk blev i sig selv et erhvervsområde. Portrættører og illustratorer, der arbejdede for populærpressen begyndte især at bruge litografiet til reproduktion af tegninger. For en del af periodens kunstnere, blev teknikken kilde til grafisk nyskabelse.
Det var først da offset-trykket kom frem, først i USA i 1904, og i norden fra omkring 1910, at litografiet i sin kommercielle anvendelse fandt sin afløser.
Efter 2. Verdenskrig har teknikken fortrinsvis fundet plads som en kunstnerisk udtryksform.

### Litografiets udbredelse i Danmark
Senefelders opfindelse udbredte sig ret hurtigt. Den første, der udførte litografisk arbejde i Danmark, var en tysker, Heinrich Wenzler, der opholdt sig i landet i 1812-16. Han fik i samarbejde med kunst- og musikhandler C.C. Lose et privilegium på at benytte den i Danmark i 8 år; men Lose blev allerede inden et års forløb eneejer af trykkeriet. I hans tid blev der også gjort forsøg med kridttegning af ansete kunstnere. Nogle år senere ønskede Lose at afhænde trykkeriet og fandt en mand, der ville købe det og føre det til Altona. Men da kongen var blevet gjort opmærksom på, at et sådant trykkeri kunne blive af stor betydning, bl.a. ved trykning af tabeller til den indbyrdes undervisning, lod han materiellet købe for 2000 Rigsdaler og oprettede Det Kongelige Stentrykkeri. Kaptajn J.N.B. Abrahamson blev direktør og kaptajn N.B. Krossing inspektør. Kongen lod Krossing og andre tage på udlandsrejser for at gøre sig kendt med litografis nyeste fremskridt. Nogle af de dygtigste danske kunstnere lagde sig efter at tegne med kridt på sten, og fra trykkeriet udgik mange betydelige arbejder. Det blev ophævet 1843. Men allerede inden da, var der oprettet flere litografiske trykkerier i København. I dag findes der også litografiske trykkerier i de større provinsbyer.

## Litografiet i kunsten
Francisco Goya, Théodore Géricault, Eugène Delacroix og Honoré Daumier var blandt de første kunstnere, der brugte teknikken. Senere var Henri de Toulouse-Lautrec, Odilon Redon og Pierre Bonnard medvirkende til at udbrede farvelitografiets popularitet i Frankrig. Emil Nolde, Oskar Kokoschka og Käthe Kollwitz gjorde det i Tyskland og Østrig, Jens Ferdinand Willumsen og Asger Jorn i Danmark og James McNeill Whistler og flere andre i Storbritannien.
Også Pablo Picasso eksperimenterede med teknikken, og blev efterfulgt af Henri Matisse, Georges Braque, Marc Chagall, Fernand Léger, Joan Miró, Georges Rouault og et væld af andre store navne. Fra USA er især George Bellows, Joseph Pennell og firmaet Currier and Ives er berømte for deres litografier.
Mange danske kunstnere har i større eller mindre grad arbejdet med litografiet. Blandt andet har følgende kunstnere besøgt det professionaliserede litografiske værksted, Edition Copenhagen som ligger i København: Folmer Bendtsen, Martin Bigum, Trine Boesen, Benny Dröscher, Olafur Eliasson, Erik A. Frandsen, Nils Erik Gjerdevik, Sven Havsteen-Mikkelsen, HuskMitNavn, Bamse Kragh Jacobsen, Jack Kampmann, Eske Kath, Michael Kvium, John Kørner, Christian Lemmerz, Niels Lergaard, Peter Martensen, Hjorth Nielsen, Julie Nord, Bjørn Nørgaard, Knud Odde, Nikolai Recke, Kirstine Roepstorff, Carlo Rosberg, Hans Scherfig, Herman Stilling, Lars Swane og Kathrine Ærtebjerg.

## Nummerering af litografier og prøvetryk
- "Kunstnerens prøvetryk" – Epreuve d'artiste – nummereres med romertal, f.eks. X/XII (nr. 10 af 12 tryk).
- "Uden for handel" – Hors de Commerce – feks. til trykkeriets arkiv.
- Prøvetryk de sidste tryk inden den endelige trykning.
- "Godkendt til tryk" – Bon à Trier – det endelige godkendte tryk.
- De endelige tryk nummereres – f.eks. 32/100, nr. 32 ud af et oplag på 100. Desuden laver kunstneren en signatur på litografien.[1]